# Freeman (Misuri)
Freeman es una ciudad ubicada en el condado de Cass en el estado estadounidense de Misuri. En el Censo de 2010 tenía una población de 482 habitantes y una densidad poblacional de 211,48 personas por km².

## Geografía
Freeman se encuentra ubicada en las coordenadas 38°37′23″N 94°30′23″O / 38.62306, -94.50639. Según la Oficina del Censo de los Estados Unidos, Freeman tiene una superficie total de 2.28 km², de la cual 2.22 km² corresponden a tierra firme y (2.39%) 0.05 km² es agua.

## Demografía
Según el censo de 2010, había 482 personas residiendo en Freeman. La densidad de población era de 211,48 hab./km². De los 482 habitantes, Freeman estaba compuesto por el 97.3% blancos, el 0.41% eran afroamericanos, el 0.21% eran amerindios, el 0% eran asiáticos, el 0% eran isleños del Pacífico, el 0.62% eran de otras razas y el 1.45% pertenecían a dos o más razas. Del total de la población el 0.83% eran hispanos o latinos de cualquier raza.